# Космос (мифология)

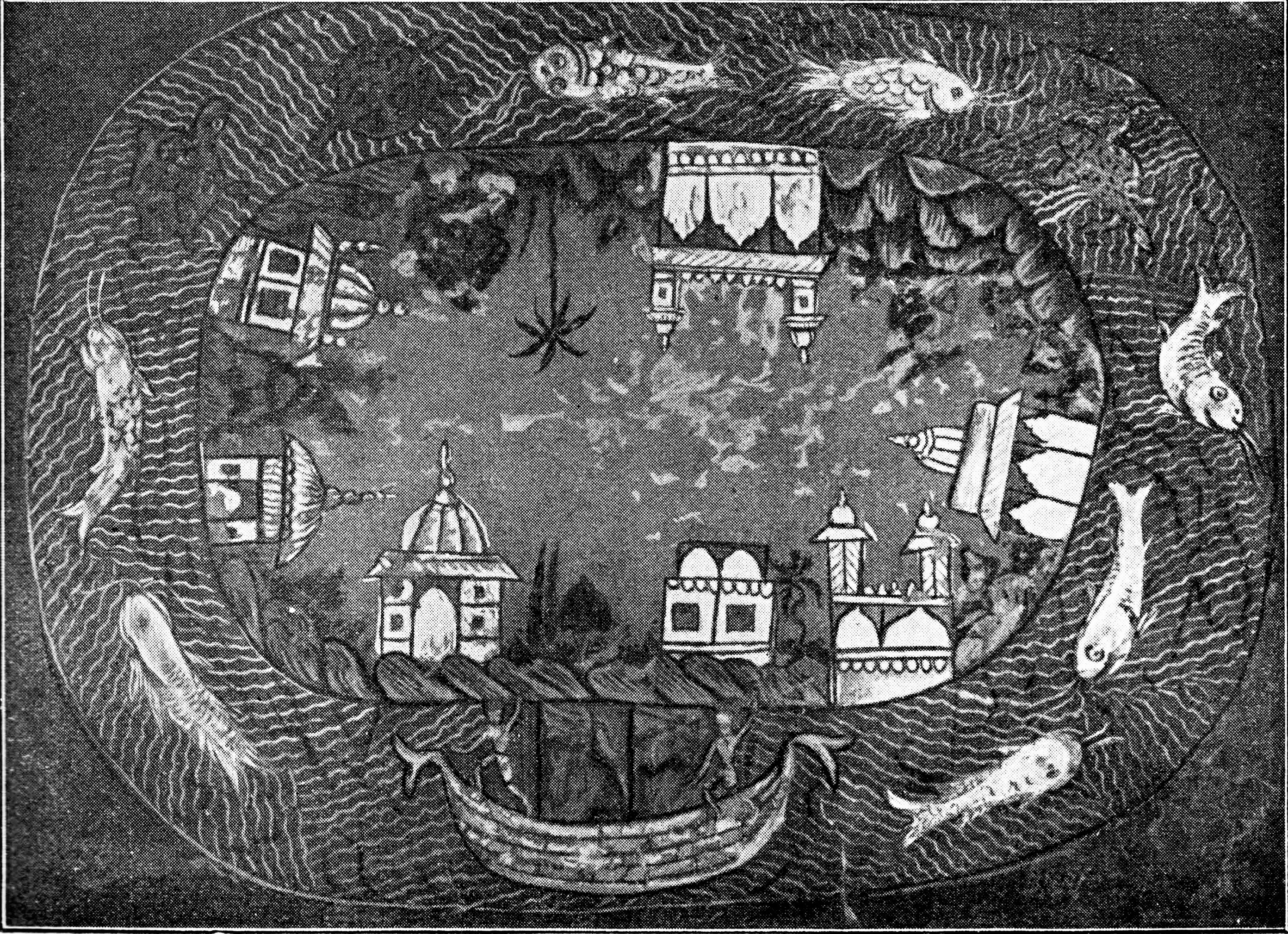
Иллюстрация по мотивам «восточного» космографа XII века. Из «Далёких миров» Бруно Х. Брейгеля, 1920

Ко́смос (от греч. κόσμος, «порядок», «упорядоченность»; «строение», «устройство»; «государственный строй», «правовое устройство», «надлежащая мера»; «мировой порядок», «мироздание», «мир»; «наряд»; «украшение», «краса») — в мифологии и мифологизированной раннефилософской традиции мироздание, которое понимается в качестве целостной, упорядоченной, организованной в соответствии с определённым законом (принципом) вселенной.
Основной внутренний смысл мифологии в целом составляет переход из неупорядоченного хаоса к организованному космосу, что присутствует уже в архаичных космогонических мифах.
Упрощённое отображение совокупности представлений о мире внутри конкретной мифологической традиции образует мифологическую (мифопоэтическую) модель мира. Миф является прежде всего способом обобщения мира в форме наглядных образов. Отдельные аспекты мира обобщаются не в понятиях, а в чувственно-конкретных, наглядных образах. Совокупность связанных между собой наглядных образов выражает мифологическую картину мира. Мифопоэтическая модель мира не относится к числу понятий эмпирического уровня: носители традиции могут не осознавать модель во всей её полноте.

## Термины
Многие традиции используют слово «космос» для обозначения самого закона, что управляющет космосом, универсальной формы организации разных уровней космоса, а также определённого состояния, которое характеризуют космос. Во внутренней форме слов, использованных для обозначения космоса, заключены различные смыслы, которые определяют основную идею и содержание этого понятия. Др.-греч. kosmos актуализировал идею эстетически отмеченного порядка и украшенности. Др.-евр. olam («сокрытое», «завешенное», отсюда — значения «древность» и «будущность») представлял космос в качестве временного потока, «мирового времени», уносящего события в вечность, в историю; нем. Welt и англ. world построен через соотнесение с возрастом человека, поколением (герм. wer, «человек», «мужчина», и alt, altar, «возраст», «поколение»); вероятно, сходная ситуация описывалось и слав. vekъ (рус. век); в слав. *mirъ (рус. мир) сохраняется представление о космической целостности, которая противопоставлена хаотической дезинтеграции, о единице в рамках социальной организации — мире-общине как проекции мира-космоса, что возникла изнутри в силу договора (мира) и противопоставлена внешним и недобровольным объединениям.

## Характеристика
Все мифологические системы в той или иной степени обладают общим набором черт, которые определяют космос. Космос с одной стороны противостоит хаосу, а с другой — всегда вторичен по отношению к нему как во времени, так и по составу элементов, из которых он сложен. Космос возник во времени и во многих случаях — из хаоса — часто через восполнение, «прояснение» свойств хаоса: тьма преобразовалась в свет, пустота прояснилась в заполненность, аморфность — в порядок, непрерывность — в дискретность, безвидность перешла в «видность» и т. п. — или из элементов, которые промежуточны между хаосом и космосом. Космос может быть охарактеризован «временностью» не только в его начале, поскольку он возникает, но часто в конце, когда он ему должно погибнуть в некоем катаклизме — вселенском потопе, пожаре — или в результате постепенного снашивания, «срабатывания» космического начала в рамках хаоса. Иногда эта катастрофа космоса понимается как окончательная, в других случаях за ней в будущем должно последовать становление нового космоса, о чём повествует, например в эддическое «Прорицание вёльвы».
Космос и хаос имеют взаимоотношения не только во временном, но и в пространственном измерении. И здесь космос часто представляется в качестве включённого внутрь хаоса, окружающего космос извне. Космос расширяется и самоустрояется, оттесняя хаос на периферию, изгоняя из этого мира, однако не преодолевает его. Сферическую схему космоса, который объял хаос, первозданный океан, мировая бездна, может заменять вертикальная или горизонтальная схема, в которой хаос помещён ниже космоса или на его крайней периферии — на севере или западе, за пределами космоса.
Рядом признаков характеризуются представления о космосе в целом, в наиболее совершенном виде космоса, включая целостность, широкое внешнее пространство — ср. противопоставление широты космического пространства и узости хаоса (вед. uru loka, «широкое пространство», «мир», и amhas, «узость», «сдавленность»); членимость космических пространства и времени, которая есть основа выделения элементов и вещей, обособления их, а также установления отношений между этими вещами; космическая упорядоченность и организованность, общий принцип, закон, который управляет космосом; происхождение как итог серии элементарных космогонических актов; антропоцентрическое понимание космоса в качестве вместилища жизни и человека — ср. большое число мифов о происхождении космоса и членов тела первочеловека или, напротив, происхождении человека из элементов космоса; различимость, воспринимаемость космоса и космических элементов; космическая эстетическая отмеченность, его «украшенность», «видность», его красота — Пифагор «слышал гармонию вселенной, воспринимая всеобщую гармонию сфер…» (Porphyr. Vit. Pyth. 30); с точки зрения Гераклита космос является единым, гармоничным, пластичным, прекрасным, а из разнообразия создаётся «прекраснейшая гармония» (frg. В 8, В 124 и др.); у Платона «Космос — прекраснейшая из возникших вещей», «изваяние вечных богов» (Tim. 29a, 37с).
Космическая вертикальная структура является трёхчленной, включая верхний мир (небо), средний мир (землю) и нижний мир (подземное царство, преисподняя). В некоторых случаях нижний мир понимают в качестве хаоса, и он не включается в трёхчленную схему космической вселенной. Выделяют также состоящую из чётного числа элементов космическую горизонтальную структуру космоса, в которой вычленены 2, 4, 8, 16 и т. п. направлений. Горизонтальная и вертикальная космические структуры обыграны в мифологических сюжетах и ритуалах. Каждая из этих структур связана с особыми мифологическими персонажи или целыми классами персонажей — ср. более или менее обычное для традиции распределение: боги, души праведных связаны с небом, люди — с землёй, демоны, души неправедных — с подземным царством; соответственно распределены животные, включая птиц, копытных, хтонических животных, чудовищ и т. п.).
Космос подчиняется общему закону меры, справедливости и др. — ср. учение греческих авторов Гераклита или Анаксимандра — который выравнивает нарушения космической структуры. Обычно этот закон в равной мере определяет как сам космос, так и его крайнее звено — человека, другими словами он выступает в роли принципа, лежащего в основе как мифологической «физики космоса», так и и нравственности человека. Космический закон ещё в большей мере связывает космос с человеком — макрокосм и микрокосм. Данный параллелизм продолжают и развитые варианты философской космологии. Платон в трактате «Тимей» выдвинул именно космос как образец человека, что строится по той же модели. Ту же меру он положил в основу выдвигаемого им идеального общественного устройства — государства в диалоге «Критий», отражающего и продолжающего идеальный космос. Аналогия человека с космосом может облегчаться также тем, что, по Платону, сам космос есть живое, разумное существо, вмещающее космический ум, космическую душу и космическое тело; это существо создал демиург в соответствии с вечным образцом и в качестве подражания божественному мировому уму: «Во всём прочем (космос) уже до возникновения времени являл сходство с тем, что отображал, кроме одного: он ещё не содержал в себе всех живых существ, которым должно было в нём возникнуть, и тем же самым не соответствовал вечносущей природе. Но и это недостававшее бог решил восполнить, чеканя его соответственно природе первообраза. Сколько и каких (основных) видов усматривает ум в живом существе, столько же и таких же он счёл нужным осуществить в космосе» (Plat. Tim. 39e). В некотором смысле как бог, так и человек способны выступать в качестве образов космоса и напротив, космос может пониматься в качестве модели бога или человека; при этом, что бога или богов в некоторых случаях помещают вне космоса, могут считаться его демиургами, в других случаях они помещены внутри космоса, который сам породил их. Также распространены и иные образы космоса, ср. мировое древо, мировая гора.

## Философия и наука
Понятие космоса и его описание в рамках мифологической космологии весьма полно и органично усвоила ранняя натурфилософия. Эта новая основа ещё не вполне независимая от мифологии, послужила для дальнейшего развития понятия космос. В целом развитие шло уже в другом направлении, но в нём неоднократно обнаруживали себя схождения и аналогии с мифопоэтическими концепциями.
Космологический аргумент в пользу существования Бога, который выдвигали Платон, Аристотель, Фома Аквинский, Рене Декарт, Готфрид Лейбниц, Джон Локк и др., в некотором смысле может рассматриваться в качестве рассуждения в пределах возникшего внутри мифологии спора на тему разных возможностей соотношения бога и космоса. В конечном итоге с мифологическими представлениями о космосе имеют связь также космология в качестве одной из ветвей метафизики, и вся совокупность современных космогонических дисциплин.